# Вінона (Канзас)
Вінона (англ. Winona) — місто (англ. city) в США, в окрузі Логан штату Канзас. Населення — 193 особи (2020).

## Географія
Вінона розташована за координатами 39°3′42″ пн. ш. 101°14′42″ зх. д. / 39.06167° пн. ш. 101.24500° зх. д. (39.061780, -101.245112).  За даними Бюро перепису населення США в 2010 році місто мало площу 0,67 км², уся площа — суходіл.

## Демографія
Згідно з переписом 2010 року, у місті мешкали 162 особи в 74 домогосподарствах у складі 40 родин. Густота населення становила 241 особа/км².  Було 107 помешкань (159/км²).
Расовий склад населення:
| - 96,9 % — білих - 0,6 % — азіатів - 1,9 % — осіб інших рас |

До двох чи більше рас належало 0,6 %. Частка іспаномовних становила 3,1 % від усіх жителів.
За віковим діапазоном населення розподілялося таким чином: 23,5 % — особи молодші 18 років, 57,4 % — особи у віці 18—64 років, 19,1 % — особи у віці 65 років та старші. Медіана віку мешканця становила 44,7 року. На 100 осіб жіночої статі у місті припадало 100,0 чоловіків;  на 100 жінок у віці від 18 років та старших — 103,3 чоловіків також старших 18 років.
Середній дохід на одне домашнє господарство  становив 81 932 долари США (медіана — 58 000), а середній дохід на одну сім'ю — 110 128 доларів (медіана — 90 893). Медіана доходів становила 46 250 доларів для чоловіків та 31 667 доларів для жінок. За межею бідності перебувало 5,4 % осіб, у тому числі 3,1 % дітей у віці до 18 років та 6,3 % осіб у віці 65 років та старших.
Цивільне працевлаштоване населення становило 111 осіб. Основні галузі зайнятості: сільське господарство, лісництво, риболовля — 23,4 %, будівництво — 18,0 %, освіта, охорона здоров'я та соціальна допомога — 14,4 %, оптова торгівля — 11,7 %.